# Prueba de salicilato
La prueba de salicilato es una categoría de prueba que se centra en la detección de salicilatos como el ácido acetisalicílico para fines médicos o bioquímicos.

## Analítico
Los salicilatos pueden identificarse mediante GC/MS, RMN de protones e IR.

## In vitro
Una de las primeras pruebas in vitro para la aspirina fue a través de la reacción de Trinder. Se añadió cloruro férrico acuoso a una muestra de orina y la formación del complejo de hierro volvió púrpura la solución. Esta prueba no fue específica del ácido acetilsalicílico, pero se produciría en presencia de cualquier fenol o enol. La caída de esta prueba ocurre en presencia de hiperbilirrubinemia o bilirrubina elevada. Cuando el nivel de bilirrubina excede 1 mg/dl, puede ocurrir un falso positivo. 

## Ensayo enzimático específico
Las pruebas in vitro actuales utilizan métodos específicos de moléculas para detectar salicilatos.

## Inmunoensayo
Otro mecanismo de identificación es mediante inmunoensayo. El AxSYM de Abbott Labs es un dispositivo de inmunoensayo que utiliza tecnología de inmunoensayo de polarización de fluorescencia (FPIA) que puede determinar la presencia y cuantificar los salicilatos. La introducción de un antígeno específico de salicilato marcado con fluoresceína en la muestra marcará la muestra. Tras la irradiación con luz de 490 nm, parte de esa luz se reflejará de regreso a un detector a 520 nm. La polarización permite que la máquina detecte la diferencia entre la fluoresceína unida y no unida al anticuerpo. Por lo tanto, es posible cuantificar el nivel de salicilato sérico a través de la intensidad de la señal (la cantidad de luz reflejada recibida). 